# Philipp von Podewils
Philipp von Podewils, född den 14 mars 1809 i Amberg, död där den 25 november 1885, var en tysk friherre och vapentekniker, farbror till Clemens von Podewils-Dürniz.
von Podewils ledde 1853-76 bayerska statens vapenfabrik i Amberg och blev vid sitt avskedstagande generallöjtnant.